# Sultan Kudarat (provincie)
Sultan Kudarat is een provincie van de Filipijnen in het zuiden van het eiland Mindanao. De provincie maakt deel uit van regio XII (SOCCSKSARGEN). De hoofdstad van de provincie is de gemeente Isulan. Bij de census van 2015 telde de provincie ruim 812 duizend inwoners.

## Geografie

### Bestuurlijke indeling
Sultan Kudarat bestaat uit 1 stad en 11 gemeenten.

#### Stad
- Tacurong

#### Gemeenten
| - Bagumbayan - Columbio - Esperanza - Isulan - Kalamansig - Lambayong | - Lebak - Lutayan - Palimbang - President Quirino - Sen. Ninoy Aquino |

Deze stad en gemeenten zijn weer verder onderverdeeld in 248 barangays.

## Demografie
Sultan Kudarat had bij de census van 2015 een inwoneraantal van 812.095 mensen. Dit waren 65.008 mensen (8,7%) meer dan bij de vorige census van 2010. Ten opzichte van de census van 2000 was het aantal inwoners gegroeid met 225.590 mensen (38,5%). De gemiddelde jaarlijkse groei in die periode kwam daarmee uit op 1,60%, hetgeen lager was dan het landelijk jaarlijks gemiddelde over deze periode (1,72%).

De bevolkingsdichtheid van Sultan Kudarat was ten tijde van de laatste census, met 812.095 inwoners op 5298,34 km², 153,3 mensen per km².

## Economie
Sultan Kudarat is een relatief arme provincie. Uit cijfers van het National Statistical Coordination Board (NSCB) uit het jaar 2003 blijkt dat 49,4% (10.870 mensen) onder de armoedegrens leefde. In het jaar 2000 was dit nog 56,4%. Daarmee staat Sultan Kudarat 20e op de lijst van provincies met de meeste mensen onder de armoedegrens. Van alle 79 provincies staat Sultan Kudarat 37e op de lijst van provincies met de ergste armoede..